# 刻夜セイゴ
刻夜 セイゴ（ときや セイゴ）は、日本の漫画家、イラストレーター。

## 作品リスト

### 漫画作品
- 『Oz-オズ-』メディアファクトリー〈MFアライブコミックス〉全6巻（原作：岩井恭平、『月刊コミックアライブ』2008年11月号 - 2011年3月号）
- 『CRIMEZONE -クリム・ゾン-』富士見書房〈ドラゴンコミックスエイジ〉全5巻（原作：山本賢治、『月刊ドラゴンエイジ』2011年6月号 - 2013年8月号）
- 『低俗霊MONOPHOBIA』角川書店〈角川コミックスエース〉全6巻（原作：奥瀬サキ、『ヤングエース』2009年Vol.2 - 2011年12月号）
- 『ねじまき星とアオイソラ』メディアファクトリー〈MFコミックス アライブシリーズ〉、2008年6月23日発売[1]、ISBN 978-4-8401-2239-9
- 『魔法少女特殊戦あすか』スクウェア・エニックス〈ビッグガンガンコミックス〉全14巻（原作：深見真、『月刊ビッグガンガン』2015年Vol.07 - 2021年Vol.03） - 2019年にアニメ化[2]。
- 『サキュバス&ヒットマン』秋田書店〈チャンピオンREDコミックス〉既刊11巻（原作：深見真、『月刊チャンピオンRED』2020年4月号[3] - 連載中）
- 『ひぐらしのなく頃に令 星渡し編』スクウェア・エニックス〈ビッグガンガンコミックス〉全2巻（原作：竜騎士07、『月刊ビッグガンガン』2021年Vol.12[4] - 2022年Vol.10[5]）
- 『学園潜水艦隊マーメイドガールズ』スクウェア・エニックス〈ビッグガンガンコミックス〉既刊2巻（原作：深見真、『月刊ビッグガンガン』2024年Vol.06[6] - 連載中）
  1. 2025年1月24日発売[7][8]、ISBN 978-4-7575-9633-7
  2. 2025年4月24日発売[9]、ISBN 978-4-7575-9825-6

### イラスト
- バジリスク 生物教師（著者：椙本孝思、角川書店『カドカワキャラクターズ ノベルアクト』連載）
- お初の繭（著者：一路晃司、角川書店〈角川ホラー文庫〉、2010年）